# آئروسپاسیال آلوئت ۳
آئروسپاسیال آلوئت ۳ (به فرانسوی: Aérospatiale Alouette III) یک هلیکوپتر چندمنظوره سبک تک موتوره است. طراحی این هلیکوپتر به وسیلهٔ شرکت سود اویاسیون انجام شده و به وسیلهٔ آئروسپاسیال ساخته شده‌است. این هلیکوپتر همچنین به وسیلهٔ شرکت هیندوستان آیروناتیکس با نام هال چتاک و به وسیلهٔ شرکت ایندوستریا آئروناتیکا رومانا در رومانی زیر امتیاز تولید شده‌است.

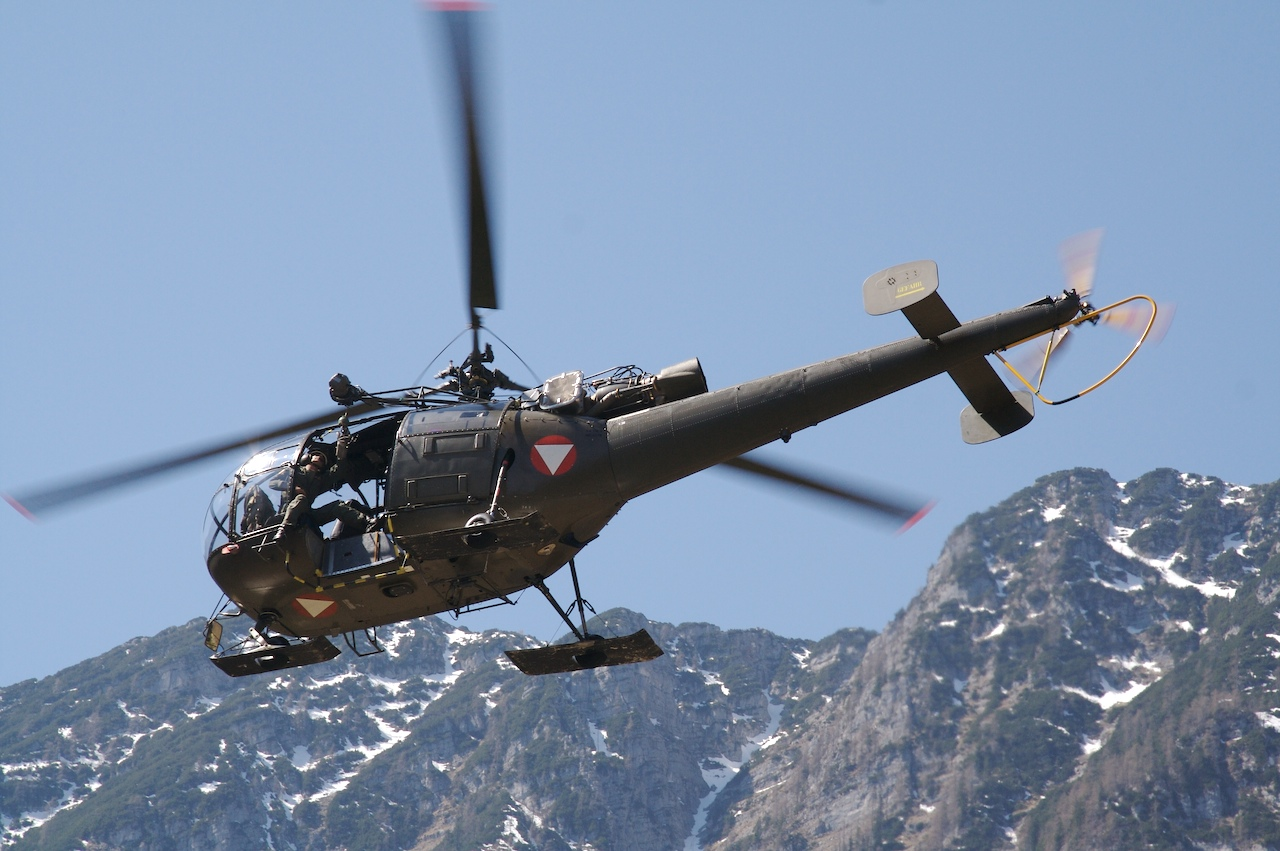
یک فروند آلوئت ۳ متعلق به ارتش فدرال اتریش

آلوئت ۳ جانشین آئروسپاسیال آلوئت ۲ و نوع بزرگتر و جادارتر آن است.

## طراحی و ساخت
نخستین ورژن آلوئت ۳، پیش نمونهٔ اس اِ ۳۱۶۰ برای نخستین بار در تاریخ ۲۸ فوریه ۱۹۵۹ پرواز کرد. اس آ ۳۱۶آ (اس اِ ۳۱۶۰) در سال ۱۹۶۱ وارد خط تولید شد و تا سال ۱۹۶۸ که اس آ ۳۱۶ب جایگزین آن شد در خط تولید باقی ماند. آخرین و هزار و چهارصد و سی و هفتمین آلوئت ۳ در سال ۱۹۷۹ از خط مونتاژ بیرون آمد و خط تولید اصلی آن در فرانسه بسته شد. آخرین فروند از آلوئت ۳ از شرکت آئروسپاسیال در سال ۱۹۸۵ تحویل داده شد.
بیش از ۵۰۰ فروند از این هلیکوپتر در رومانی، هندوستان و سوییس زیر امتیاز تولید شدند. شرکت هیندوستان آئروناتیکس امتیاز ساخت این هلیکوپتر را با نام هال چاتاک گرفت و بیش از ۳۰۰ فروند از این هلیکوپتر به وسیلهٔ این شرکت هندی ساخته شد. این شرکت طی سالیان به‌طور مستقل این هلیکوپتر را به روزرسانی و بومی‌سازی کرد و ورژنی از آن هر چند به تعداد محدود در خط تولید قرار دارد. از جمله دیگر شرکت‌هایی که آلوئت ۳ را زیر امتیاز می‌ساختند یا مونتاژ می‌کردند شرکت ایندوستریا آئروناتیکا رومانا در کشور رومانی که این هلیکوپتر را با نام آی ای آر ۳۱۶ تولید می‌کرد، شرکت اف پلوس و در امن سوییس و شرکت‌های فوکر و لیختورک در هلند هستند.
تعداد آلوئت ۳های تولید شده به قرار زیر است:
- فرانسه ۱۴۵۲ فروند
- هندوستان بیش از ۳۰۰ فروند (هنوز مشغول خدمت هستند.)
- رومانی بیش از ۲۰۰ فروند
- سوییس ۶۰ فروند

## تاریخچه عملیات

### آرژانتین

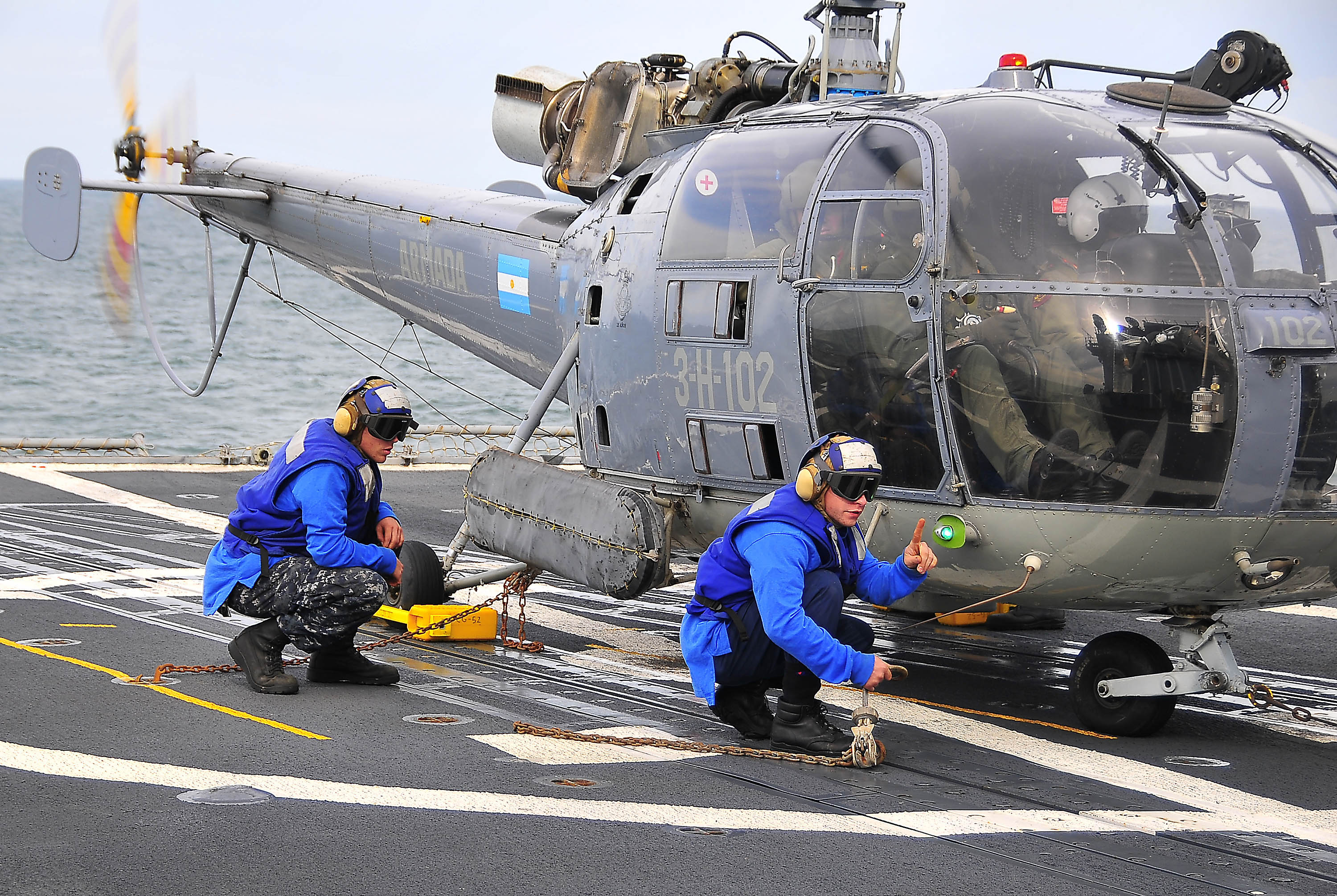
یک فروند آلوئت ۳ متعلق به نیروی دریایی آرژانتین رو ی عرشهٔ ناو یواس اس بانکر هیل

هوانوردی دریایی آرژانتین ۱۴ فروند از این هلیکوپتر را خریداری کرد. در خلال جنگ فالکلند با بریتانیا در سال ۱۹۸۲ هنگامی که کشتی ژنرال بلگرانو به وسیلهٔ اژدرهای کشتی کانکرر غرق شد یک فروند اس آ ۳۱۶ب روی عرشهٔ کشتی غرق شده قرار داشت. یک فروند دیگر آن نقش مهمی در خلال تهاجم به جرجیای جنوبی بازی می‌کرد. در ۲ دسامبر ۲۰۱۰ آخرین فروند این هلیکوپتر در آرژانتین طی مراسمی در فرودگاه فرودگاه کماندانته اسپورای باییا بلانکا بازنشسته شد.

### استرالیا
از آوریل ۱۹۶۴ تا ۱۹۶۷ سه فروند آلوئت ۳ از فرانسه به استرالیا برای مونتاژ محلی فرستاده شد. این ۳ فروند به وسیلهٔ نیروی هوایی پادشاهی استرالیا در ناحیه ممنوعه وومرا به عنوان هلیکوپتر نفربر سبک و برای بازیابی قطعات موشک پس از پرتاب آزمایش به کار گرفته شد.

### بلژیک
نیروی دریایی/ نیروی هوایی: ۳ فروند اس آ ۳۱۶ب

### شیلی
نیروی دریایی شیلی در سال ۱۹۷۷ ده فروند اس آ-۳۱۹ب سفارش داد. این هلیکوپترها تا اواسط سال ۱۹۷۸ تحویل داده شدند و پیش از اوج بحران کانال بیگل با آرژانتین عملیاتی شدند و نخستین هلیکوپترهای تاکتیکی کشتی‌نشین بودند که به وسیلهٔ نیروی دریایی شیلی به کار گرفته شدند. این هلیکوپتر مجهز به رادار و مسلح به موشک، مسلسل، خرج عمقی، و یک فروند اژدر ضدزیردریایی سبک شدند. یک فروند اس آ-۳۱۹ب نیروی دریایی شیلی عملیاتی و در شرایط بسیار خوبی بودند و در این دهه جای خود را به هلیکوپترهای اس آ۵۳۳ سوپر پوما دادند و خود به وسیلهٔ کاربران غیرنظامی خریداری شدند.

### دانمارک

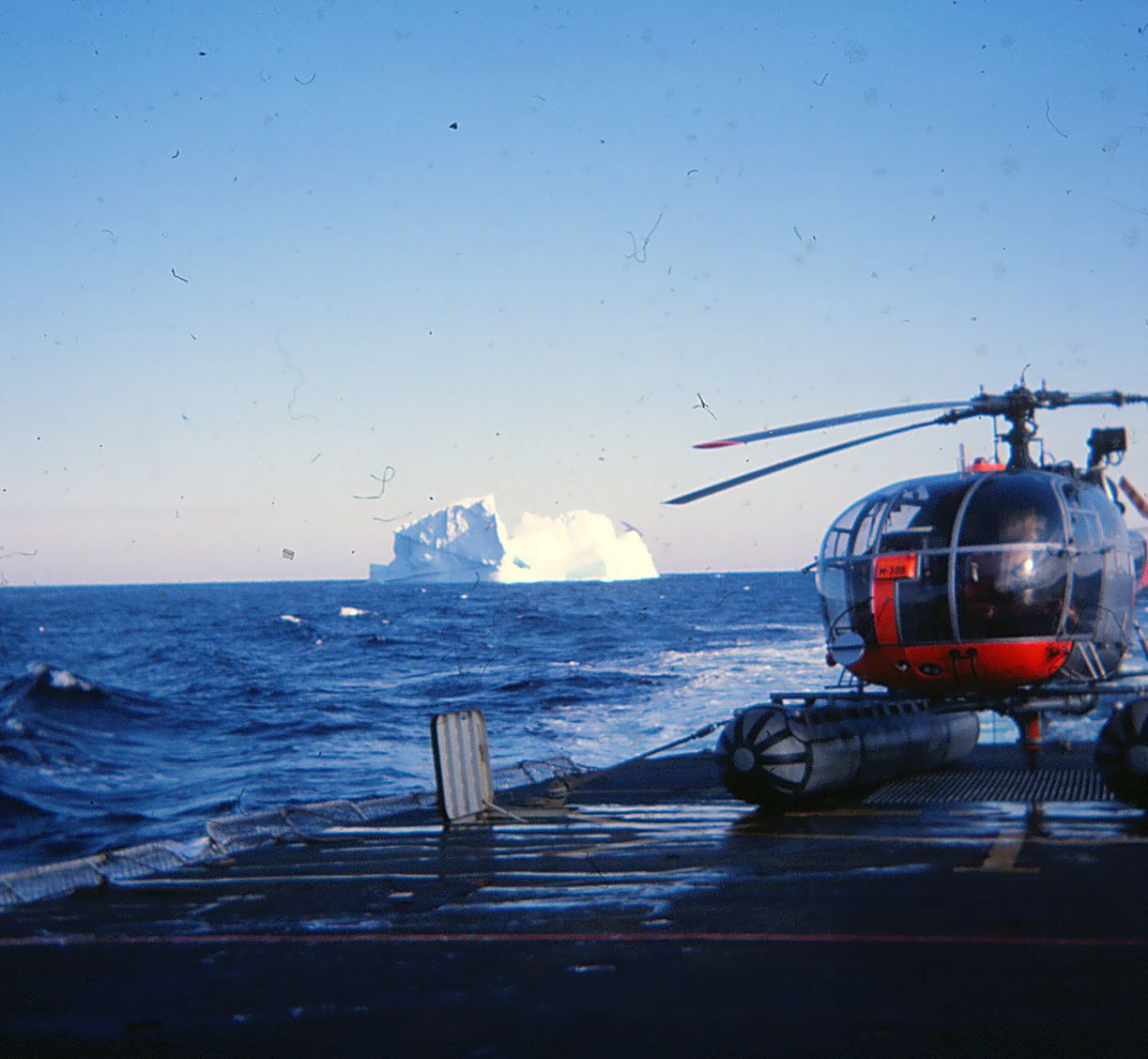
یک فروند آلوئت ۳ متعلق به نیروی دریایی پادشاهی دانمارک در سال ۱۹۷۷

از سال ۱۹۶۲ تا ۱۹۶۷ هشت فروند به نیروی دریایی پادشاهی دانمارک تحویل داده شد و بیشتر به عنوان هلیکوپتر رادار دهانه ترکیبی و شناسایی برای پشتیبانی از کشتی‌های گشتی قطب شمال نیروی دریایی به کار گرفته شدند. در سال ۱۹۸۲ این هلیکوپترها جای خود را به وستلند لینکس دادند.

### فرانسه

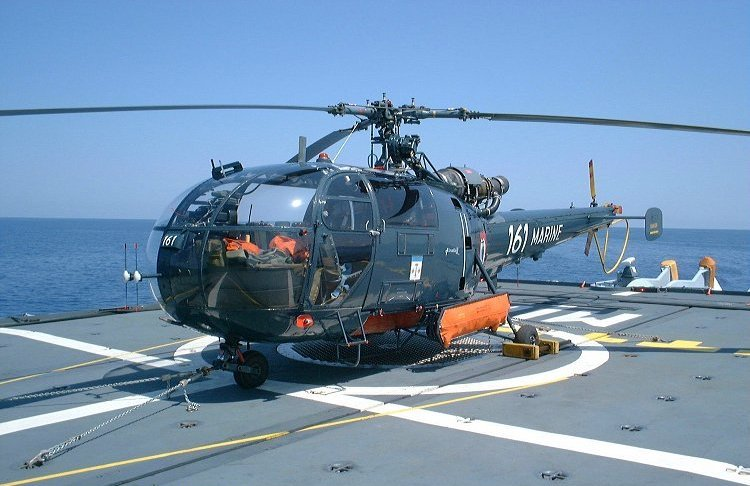
یک فروند آلوئت ۳ متعلق به نیروی دریایی فرانسه بر روی عرشه ناوچهٔ ژرژ لیگ

آلوئت ۳ در سال ۱۹۶۰ وارد خدمت در نیروهای مسلح فرانسه گردید.نیروی زمینی فرانسه در ژوئن ۱۹۶۱ ۵۰ فروندذ آلوئت ۳ سفارش داد.

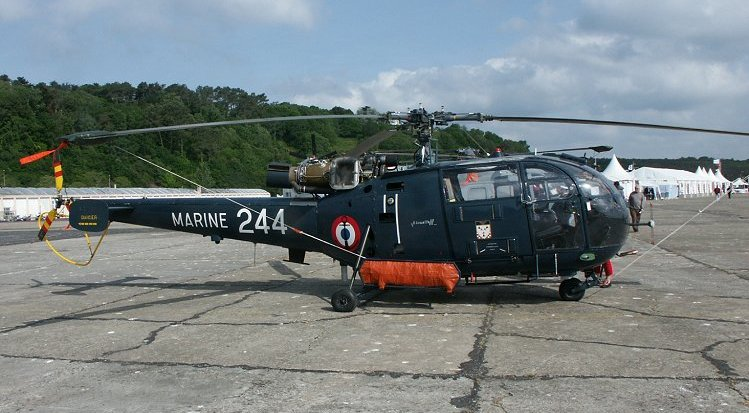
یک فروند آلوئت ۳ متعلق به هوانوردی دریایی فرانسه

در ژوئن ۱۹۶۰ یک فروند آلوئت ۳ در حالی که هفت نفر را حمل می‌کرد عملیات برخاست و فرود را روی کوه مون بلان در آلپ فرانسه در ارتفاع ۴۸۱۰ متری انجام داد که این ارتفاع برای یک هلیکوپتر بی سابقه بود. همان هلیکوپتر دوباره در نومبر ۱۹۶۰ با دو سرنشین و ۲۵۰ کیلوگرم بار مفید در هیمالیا در ارتفاع ۶۰۰۴ متری عملیات برخاست و فرود را انجام داد.
در ژوئن ۲۰۰۴ آلوئت ۳ پس از ۳۲ سال خدمت موفقیت‌آمیز از نیروی هوایی فرانسه بازنشسته شد و اروکوپتر آاس۳۵۵ اکوری ۲ جایگزین آن گردید.
نیروی دریایی فرانسه هنوز از آلوئت ۳ برای انجام عملیات جستجو و نجات و مأموریت‌های پشتیبانی سود می‌برد.

### ایرلند
نیروهای هوابرد ایرلند بین سال‌های ۱۹۶۳ تا ۲۰۰۷ آلوئت ۳ را به کار می‌بردند. در این مدت زمان آلوئت ۳ تنها هلیکوپتر در این نیرو بود. نخستین دو فروند آلوئت ۳ در سال ۱۹۶۳ به ایرلند تحویل داده شد و سومین فروند در سال ۱۹۶۴ و ۵ فروند بعدی بین سال‌های ۱۹۷۲ و ۱۹۷۴ تحویل داده شدند. در فرودگاه بالدنل در تاریخ ۲۱ سپتامبر ۲۰۰۷ آلوئت ۳ از نیرویهای هوابرد ایرلند بازنشسته شد. در خلال ۴۴ سال خدمت موفقیت‌آمیز ناوگان آلووئت ۳ بیش از ۷۷۰۰۰ ساعت پرواز نمود. در کنار مأموریت‌های نظامی روتین این هلیکوپتر ۱۷۱۷ ماموریت جستجو و نجات را انجام داد و جان ۵۴۲ تن را نجات داده و ۲۸۸۲ پرواز آمبولانس هوایی را به انجام رساند.

### هندوستان
ماموریت آلوئت ۳ در نیروهای مسلح هند بیش از همه در آموزش، ترابری، انتقال تلفات، ارتباطات و نقش رابط بود. هم‌اکنون چتاک (ورژن هندی آلوئت ۳) در حال دادن جای خود به هال دروو در نیروهای مسلح هندوستان است. در هندوستان تغییر موتور هال چتاک با موتور تی ام۳۲۳-۲بی برای پرواز در ارتفاعات بالای هیمالیا در دستور کار قرار داشت ولی دنبال نشد.
نیروی هوایی هندوستان هم‌اکنون از چتاک‌های مسلح برای انجام مأموریت‌های ضدتانک و انتقال تلفات و انجام مأموریت‌های معمولی بهره می‌برد.
شرکت هال(هیندوستان آئروناتیکس) هلیکوپترهای چتاک را به نامیبیا نیز صادر کرده‌است و چند فروند از چتاک‌های دست دوم را به کشورهای دیگر مانند بنگلدش و نپال اهدا نموده‌است.

### پاکستان
پاکستان ۳۵ فروند آلوئت ۳ را خریداری نمود و در جنگ ۱۹۷۱ به ویژه در مأموریت‌های ترابری اشخاص مهم و ارتباطی به کار برد. دو فروند آلوئت ۳ نیروی هوایی پاکستان در خلال جنگ سرنگون شدند.

### پرتغال

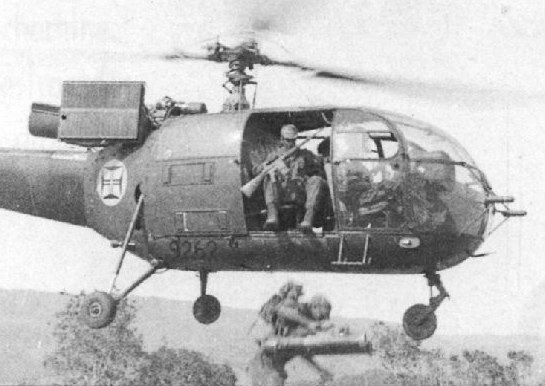
پیاده‌نظام چترباز پرتغال در حال پرش از یک فروند آلوئت ۳ در یک حمله هوابرد و عملیات انتقال زخمی شدگان در آنگولا در اوائل دههٔ ۱۹۶۰.

پرتغال نخستین کشوری بود که آلوئت ۳ را در جنگ به کار برد. در سال ۱۹۶۳ در خلال جنگ‌های مستعمراتی پرتغال در آنگولا و موزامبیک و گینه پرتغال، پرتغال آغاز به به‌کارگیری آلوئت ۳ در نبردها نمود که در این نبردها بیشتر مأموریت حمله هوابرد و عملیات انتقال زخمی شدگان را بر عهده داشت و توانایی بالای خود را به نمایش گذاشت.
پرتغال در کنار ورژن ترابری ساده که کانیبال نام گرفت، از ورژن ویژه‌ای با توپ خودکار ام گ۱۵۱ بیست میلی‌متری بهره می‌برد که این توپ خودکار برای آتش کردن از درب سمت چپ پشتی بود. این ورژن هلیکانیائو نامگذاری شد.
در جنگ‌های یاد شده پرتغالی‌ها معمولاً حمله‌های هوابرد را با دسته‌های شش تایی و هفت تایی آلوئت ۳ انجام می‌دادند: پنج یا شش فروند کانیبال که هر کدام که هر کدام آن‌ها پنج چترباز یا تکاور حمل می‌کرد و یک فروند هلیکانیائو. نیروهای پرتغالی باید هنگامی که هلیکوپترها در ارتفاع دو یا سه متری زمین بودند به زمین می‌پریدند. تصاویر این پیاده کردن نیرو تبدیل به تصویر نماد جنگ شده‌است.هلیکانیائوها عملیات پیاده کردن نیرو به وسیلهٔ کانیبال‌ها را پوشش می‌دادند. هنگامی که نیروهای پرتغالی حملهٔ زمینی را آغاز می‌کردند کانیبال‌ها از منطقه دور می‌شدند و هلیکانیائوها می‌ماندند و نیروهای را پشتیبانی می‌کردند و مقاومت دشمن را در هم می‌شکستند و نقاط تجمع دشمن را با توپخانهٔ خودکار ۲۰ میلی‌متری به گلوله می‌بستند.هنگامی که نبرد زمینی به پایان می‌رسید کانیبال‌ها باز می‌گشتند و نخست زخمی‌ها را و سپس بقیهٔ نیروها را جمع می‌کردند.
هم اکنون نیروی هوایی پرتغال تعدادی از آلوئت ۳ را همچنان در خدمت دارد که بیشتر برای آموزش و رادار دهانهٔ ترکیبی از آن‌ها بهره بردای می‌شود. این هلیکوپتر همچنین عضو تیم آکروباتیک رتورس د پرتوگال است.

### رودزیا
نیروی هوایی رودزیا دارای ۳۴ فروند آلوئت ۳ همراه با تعداد کمتری آلوئت ۲ بود که برای ترابری نیرو و انتقال تلفات و پشتیبانی میدان جنگ به کار می‌رود.

### آفریقای جنوبی
آلوئت ۳ برای بیش از ۴۴ سال در آفریقای جنوبی خدمت کرد و بیش از ۳۴۶۰۰۰ ساعت در نیروی هوایی این کشور پرواز نمود که مهم‌ترین عملیات آن در خلال عملیات پاتک در آنگولا بود. این هلیکوپتر در ژوئن ۲۰۰۶ در پایگاه هوایی اسوارتکپ در نزدیکی پرتوریا رسماً از خدمت بازنشسته شد. در اوائل سال ۲۰۱۳ طبق دستور یک دادگاه موقت فروش ناوگان آلوئت ۳های بازنشستهٔ آفریقای جنوبی به نیروی هوایی زیمبابوه بلوکه شد.

### سوئیس
در سال ۲۰۰۴ نیروهای مسلح سوئیس آغاز بازنشستگی آلوئت ۳ از خدمت را در سال ۲۰۰۶ و بازنشستگی کامل این هلیکوپتر را تا سال ۲۰۱۰ اعلام نمود.